# Xã Farmington, Quận Republic, Kansas
Xã Farmington (tiếng Anh: Farmington Township) là một xã thuộc quận Republic, tiểu bang Kansas, Hoa Kỳ. Năm 2010, dân số của xã này là 61 người.